# Blóðughófi
Cette page contient des caractères spéciaux ou non latins. S’ils s’affichent mal (▯, ?, etc.), consultez la page d’aide Unicode.
Blóðughófi est, dans la mythologie nordique, le cheval servant de monture au dieu Freyr. Il est décrit comme capable de traverser le feu et les ténèbres.

## Étymologie
En vieux norrois, le nom Blóðughófi signifie « sabot sanglant ». Il existe des variantes de transcription : Blodughofi, Blodug-hofi et Blodinghofi.

## Mentions
Blóðughófi est cité dans des Nafnaþulur anonymes, plus précisément dans la Kálfsvísa de l’Edda de Snorri, comme étant la monture du dieu Freyr :
« Dagr reið Drǫsli en Dvalinn Móðni,
Hjalmr Háfeta, en Haki Fáki.
reið bani Belja Blóðughófa,
en Skævaði skati Haddingja. »
— Kálfsvísa, strophe 1

« Dagr monte Drǫsli et Dvalinn Móðni

Hjálmþér Hóð et Haki Fákr
L'assassin de Beli monte Blóðughófi
 et le champion des Haddingjar Skævaðr »
Une nouvelle citation intervient dans la troisième stance du Þorgrímsþula, un þulur anonyme :
« Blóðughófi hét hestr,
ok bera kváðu
ǫflgan Atriða »
«  »
Dans le Skírnismál de l’Edda poétique, Freyr donne à Skírnir un cheval capable de courir à travers le feu jusqu'à Jötunheimr pour y rencontrer la géante Gerðr. L'animal n'est pas nommé, mais il est très probable que ce soit Blóðughófi. Ce cheval est alors décrit comme capable de traverser le feu et les ténèbres, et comme étant la propriété de Freyr.

## Symbolique
Blóðughófi est la monture du dieu Freyr, par ailleurs décrit comme le meilleur cavalier parmi les dieux de la mythologie nordique. Ursula Dronke le décrit comme « le cheval solaire » du dieu Freyr, notant par ailleurs que le Skírnismál souligne bien le fait que les chevaux soient consacrés à ce dieu. Elle postule que Blóðughófi soit à l'origine des chevaux solaires et lunaires Hrímfaxi et Skinfaxi.
Theresa Bane ajoute qu'il comprend le langage humain et est extrêmement rapide, mais pas autant que le sanglier Gullinbursti.